# Raffaello Brignetti
Raffaello Brignetti (Isola del Giglio, 21 settembre 1921 – Roma, 7 febbraio 1978) è stato uno scrittore italiano.

## Biografia
Raffaello Brignetti nasce all'Isola del Giglio nel 1921, gli antenati paterni, i Brignetti, originari di Camogli, si erano rifugiati all'Elba al tempo dell'invasione di Napoleone.
La sua infanzia e la prima giovinezza la trascorre all'Isola d'Elba al faro di Forte Focardo, di cui suo padre era guardiano.
Le scuole elementari le frequenta a Porto Azzurro, il paese più vicino, che raggiungeva ogni giorno in barca. Conseguita la maturità al liceo classico di Portoferraio, si trasferisce a Roma per seguire gli studi universitari, durante la seconda guerra mondiale combatte in Grecia; dopo l'8 settembre 1943,  preso prigioniero dai tedeschi, resta nei campi di lavoro in Germania per quasi due anni. Nel 1947 si laurea in letteratura italiana contemporanea (relatore Ungaretti) con una tesi riguardante scrittori di mare, italiani e stranieri, approfondendo in particolare l'opera di Vittorio G. Rossi. Successivamente, entra a far parte di un gruppo di giovani studiosi e intellettuali che si raccolsero intorno alla figura carismatica di Ungaretti e si dedicarono alcuni alla vita accademica, altri alla divulgazione letteraria sui media, in particolare nella nascente televisione. Tra essi personalità come Leone Piccioni, Luigi Silori, Mario Petrucciani, Elio Filippo Accrocca e altri.
Inizia poi la carriera giornalistica a Roma collaborando con racconti e articoli su vari argomenti, in particolare dì viaggio, a Il Tempo, Il Giornale d'Italia e infine al Corriere della Sera, che abbandona nel 1961, quando, in seguito a un incidente automobilistico, rimase paralizzato. Nonostante l'immobilità forzata, il suo continuo fantasticare, la mente sorretta da uno spirito tenace e marinaresco gli permisero di pubblicare sia libri sia audiodrammi, risultando vincitore di numerosi premi letterari tra i quali i prestigiosi premio Viareggio (con Il gabbiano azzurro, 1967), premio Strega (con La spiaggia d'oro, 1971). Alcune sue opere inedite (Mare dei deliri e altri racconti inediti, 1981, Acrimonia, 1988) verranno pubblicate dopo la sua morte avvenuta a Roma nel 1978.
Visse a lungo nella Torre Medicea di Marciana Marina all'isola d'Elba di sua proprietà e poi nel piccolo appartamento ai piedi della torre stessa, in seguito alle conseguenze del terribile incidente stradale.
A lui è intitolato il "Premio Letterario isola d'Elba-Raffaello Brignetti".

## Tematica
Motivo prevalente della sua narrativa è, in gran parte, la vita marinara dove l'azione stravagante del destino intreccia in modo insolito in un'unica realtà, presenze di vita concreta ad episodi e avvenimenti illusori ed assurdi.
La maggior parte dei romanzi di Brignetti hanno come argomento o come sfondo il mare ma sono caratterizzati non tanto dal gusto dell'avventura o del pittoresco, quanto piuttosto da un sottile senso di mistero e di ansia.

Essi narrano casi curiosi e tragici in cui il mare sembra farsi strumento di un destino doloroso e beffardo. Morte per acqua (1952), che raccoglie racconti di vicende di mare paradossali quanto rigorose nel meccanismo con cui la bizzarria del caso conduce i personaggi alla morte, resta l'opera più tipica di Brignetti, non priva di suggestioni kafkiane.
Successivamente, con La deriva (1955) e La riva di Charleston (1960), lo scrittore ha dato maggiore spazio all'intrigo romanzesco e al dialogo; in questa direzione Allegro parlabile (1965) rappresenta il risultato più sperimentale e curioso. Nel 1960 collabora anche con il Pioniere, periodico per ragazzi, in cui vengono pubblicati alcuni suoi  racconti nel n. 11 Lo strano porto e nel n.44 20 lire di allegria.
Dopo il tragico incidente stradale, Brignetti ritorna ai suoi più consueti temi marini, con uno stile più contemplativo e descrittivo, nei romanzi Il gabbiano azzurro (1967) e La spiaggia d'oro (1971).

## Opere
- Morte per acqua, Firenze, Sansoni, 1952.
- La deriva, Torino, Einaudi, 1955.
- La riva di Charleston, Milano, Einaudi, 1960.
- Allegro parlabile, Milano, Rizzoli, 1965.
- Il gabbiano azzurro, Torino, Einaudi, 1967.
- La spiaggia d'oro, Milano, Rizzoli, 1971.
- La ritrattazione, con Giulio Caprilli; Daniele, Roma, De Luca, 1972.
- La ballata della vela, Milano, Rizzoli, 1974.
- Il tu era il pronome, Roma, Associazione Amici di Piazza Navona, 1977.
- La notte obliqua, Roma, Associazione Amici di Piazza Navona, 1978.
- Mare dei deliri e altri racconti inediti, Milano, Mursia, 1981.
- Arco di sabbia e lettere agli amici, Pisa, Giardini editori e stampatori, 1987.
- Acrimonia, Firenze, Vallecchi, 1988.
- Poesie. Nella Voce del popolo tarantina negli anni del Premio Taranto, con Raffaele Carrieri, Franco Costabile e Michele Pierri, Taranto, Gruppo Territoriale Taranto, 1993.
- Il racconto del Grande Re. Cronaca di un pomeriggio qualunque, Taranto, Ed. del Gruppo di Taranto, 1994.
- Racconti atalattici, Taranto, Gruppo Taranto, 1991; a cura di Aldo Perrone, San Cesario di Lecce, Manni, 2007. ISBN 978-88-8176-976-6.
- Racconti, Lecce-Rovato, Pensa multimedia, 2014. ISBN 978-88-6760-182-0.